# Тамариск чотиритичинковий
Тамариск чотиритичинковий, тамарикс чотиритичинковий (Tamarix tetrandra) — вид рослин з родини тамариксових (Tamaricaceae), поширений у південно-східній Європі та Західній Азії.

## Опис
Дерево чи кущ 2–3 м. Кора стовбурів темно-бура, майже чорна, молодих гілок — темно-пурпурова. Листки яйцювато-ланцетні, гострі. Суцвіття 30–60 × 6–7 мм, ± нещільні. Квітки в 4-членних колах, білі або рожеві. Чашолистки 0.5–1.5 мм. Пелюстки 2.4–3 мм. Тичинок зазвичай 4, зрідка також 1–3. Квітне у травні.

## Поширення
Поширений у південно-східній Європі (Молдова, Україна, Болгарія, Хорватія, Греція) та Західній Азії (Кіпр, Сирія, Туреччина, Вірменія, Грузія); також культивується.
В Україні вид зростає вздовж морського узбережжя і в долинах річок — у приморських р-нах Степу і Криму (на ПБК і в окрузі с. Перово Сімферопольського р-ну, в передгір'ях).